# Leucanopsis apicepunctata
Leucanopsis apicepunctata là một loài bướm đêm thuộc phân họ Arctiinae, họ Erebidae.